# Красный Октябрь (Ульяновская область)
Кра́сный Октя́брь — посёлок в Новоспасском районе Ульяновской области. Входит в состав Фабричновыселковского сельского поселения.

## География
Посёлок находится на берегу реки Томышевка, на расстоянии примерно 13 км (по прямой) к северо-востоку от рабочего посёлка Новоспасское, административного центра района.

### Часовой пояс
Посёлок Красный Октябрь, как и вся Ульяновская область, находится в часовой зоне МСК+1. Смещение применяемого времени относительно UTC составляет +4:00.

## Население
| 2010 |
| ---- |
| 11   |

### Национальный состав
Согласно результатам переписи 2002 года, в национальной структуре населения русские составляли 100 % из 22 чел.

## Инфраструктура
В 1990-е годы в посёлке работало кооперативное хозяйство «Самайкинский».